# Rhodocolea involucrata
Rhodocolea involucrata là một loài thực vật có hoa trong họ Chùm ớt. Loài này được (Bojer ex DC.) H.Perrier miêu tả khoa học đầu tiên năm 1938.